# Bagnoles-de-l’Orne
Bagnoles-de-l’Orne ist eine Ortschaft und eine ehemalige französische Gemeinde mit 2.385 Einwohnern (Stand: 1. Januar 2022) im Département Orne in der Region Normandie. Sie gehörte zum Arrondissement Alençon und zum Kanton Juvigny-sous-Andaine. Die Einwohner werden Bagnolais genannt.
Mit Wirkung vom 1. Januar 2016 wurden die bisherigen Gemeinden Bagnoles-de-l’Orne und Saint-Michel-des-Andaines zu einer Commune nouvelle mit dem Namen Bagnoles de l’Orne Normandie zusammengeschlossen und haben in der neuen Gemeinde den Status einer Commune déléguée. Der Verwaltungssitz befindet sich im Ort Bagnoles-de-l’Orne.

## Geografie
Die frühere Gemeinde Bagnoles-de-l’Orne liegt an der Vée, einem kleinen Zufluss der Mayenne. Der Staatsforst von Andaines (frz. Forêt domaniale des Andaines) erstreckt sich in den Nordwesten des Gebietes, das überdies zum Regionalen Naturpark Normandie-Maine gehört.

## Geschichte
Ab dem 19. Jahrhundert etablierte sich in der Ortschaft eine Bäderkultur, die die Ortschaft zu einer der historischen Badeorte Europas machte. Die Bäder sollen vor allem therapeutische Wirkungen haben.
Im Zweiten Weltkrieg wurde der von Deutschen besetzte Kurort am 22. und 24. Juni 1944 von der alliierten Luftwaffe bombardiert.
Im Jahr 2000 fusionierten die Kommunen Bagnoles-de-l’Orne und Tessé-la-Madeleine.
Die Ortschaft ist heute touristisch besonders attraktiv durch die zahlreichen Bauten im Art-déco-Stil und der Belle Époque.

## Bevölkerungsentwicklung
| Jahr      | 1962 | 1968 | 1975 | 1982 | 1990 | 1999 | 2006 | 2011 |
| Einwohner | 773  | 814  | 790  | 933  | 1091 | 1279 | 2488 | 2377 |

## Sehenswürdigkeiten

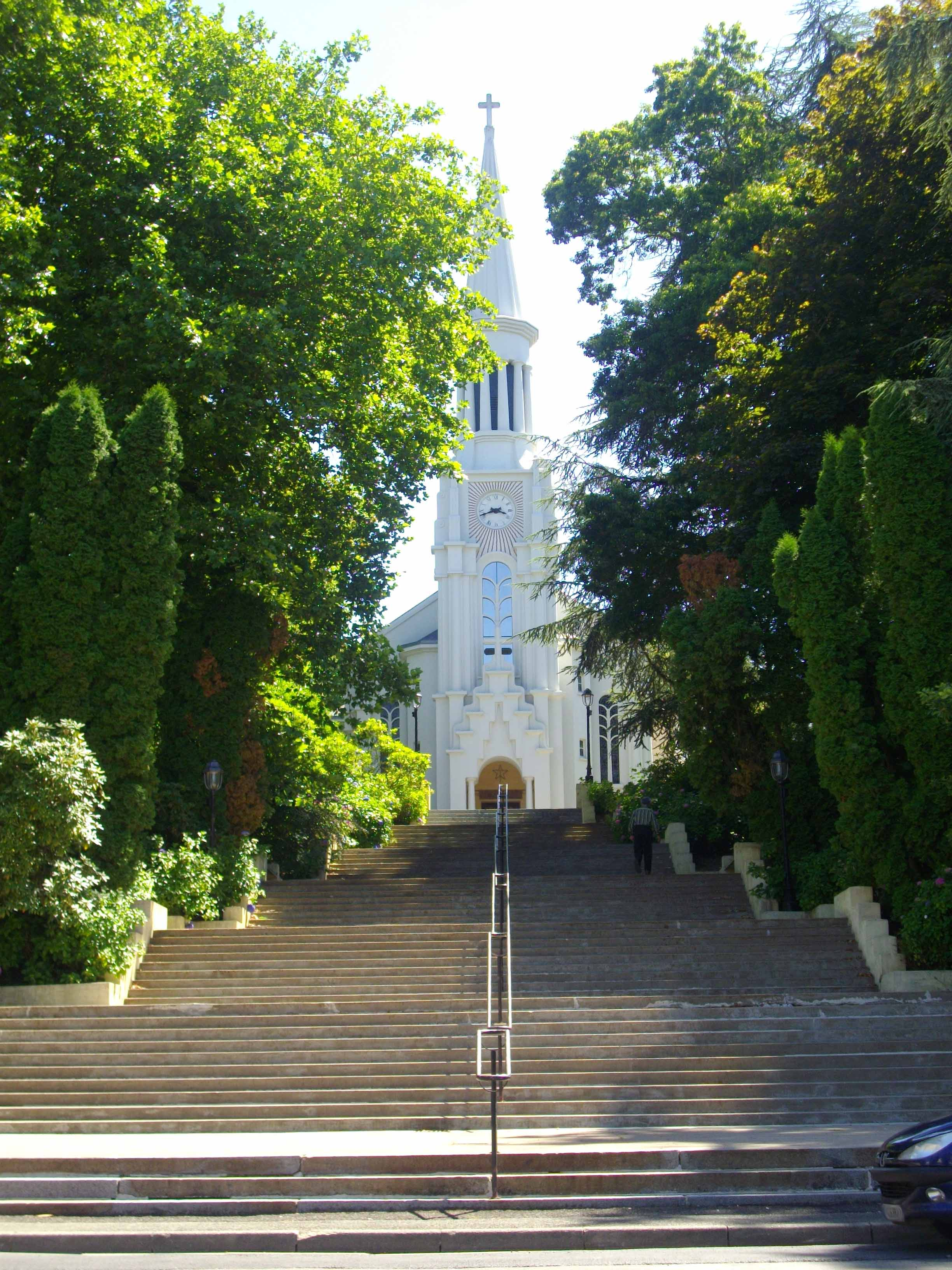
Kirche Sacré-Cœur
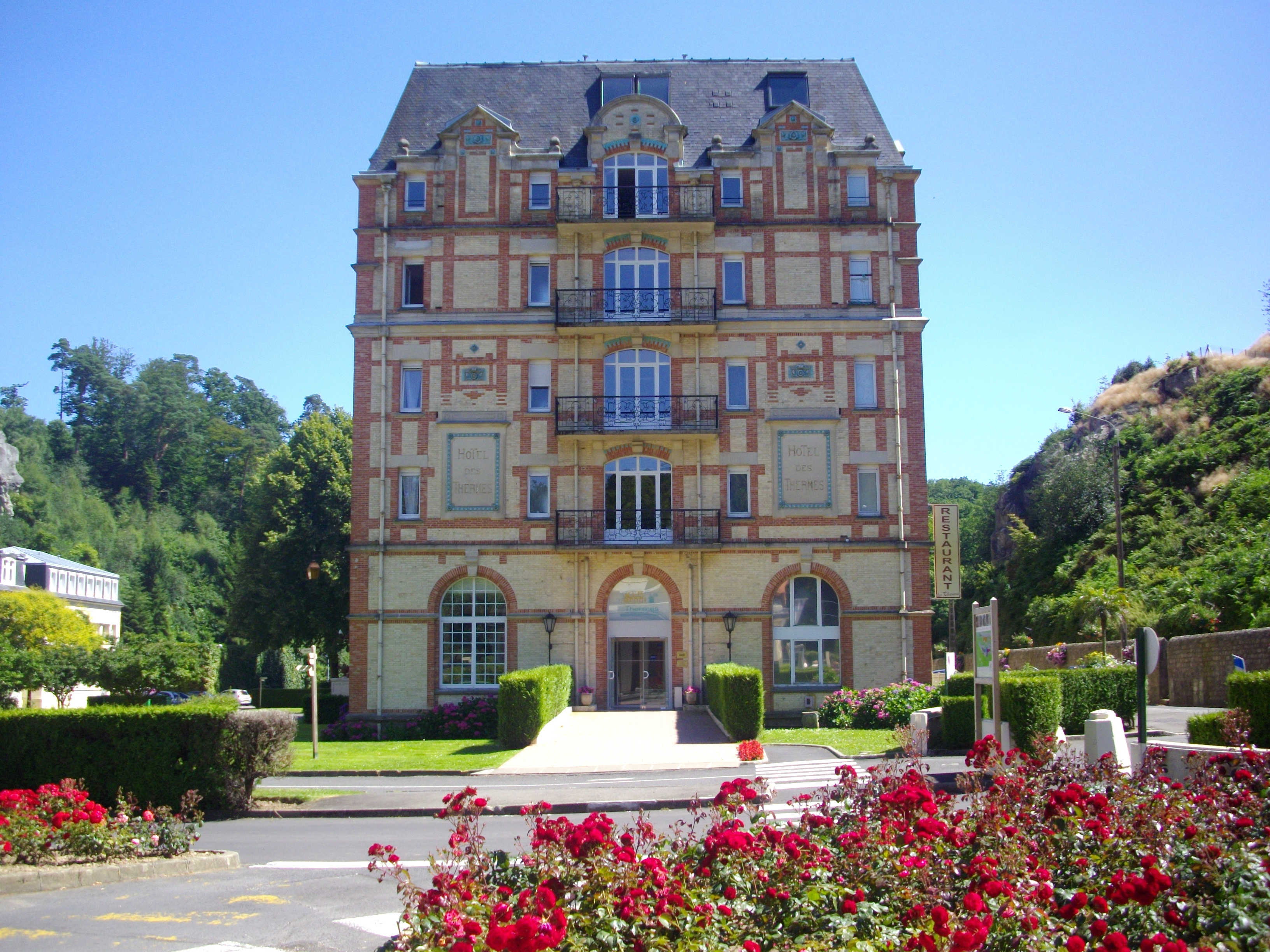
Badehaus

- Kapelle
- Schloss Gouplin, ehemaliges Rathaus
- Hôtel Le Roc au Chien
- Villa Simone
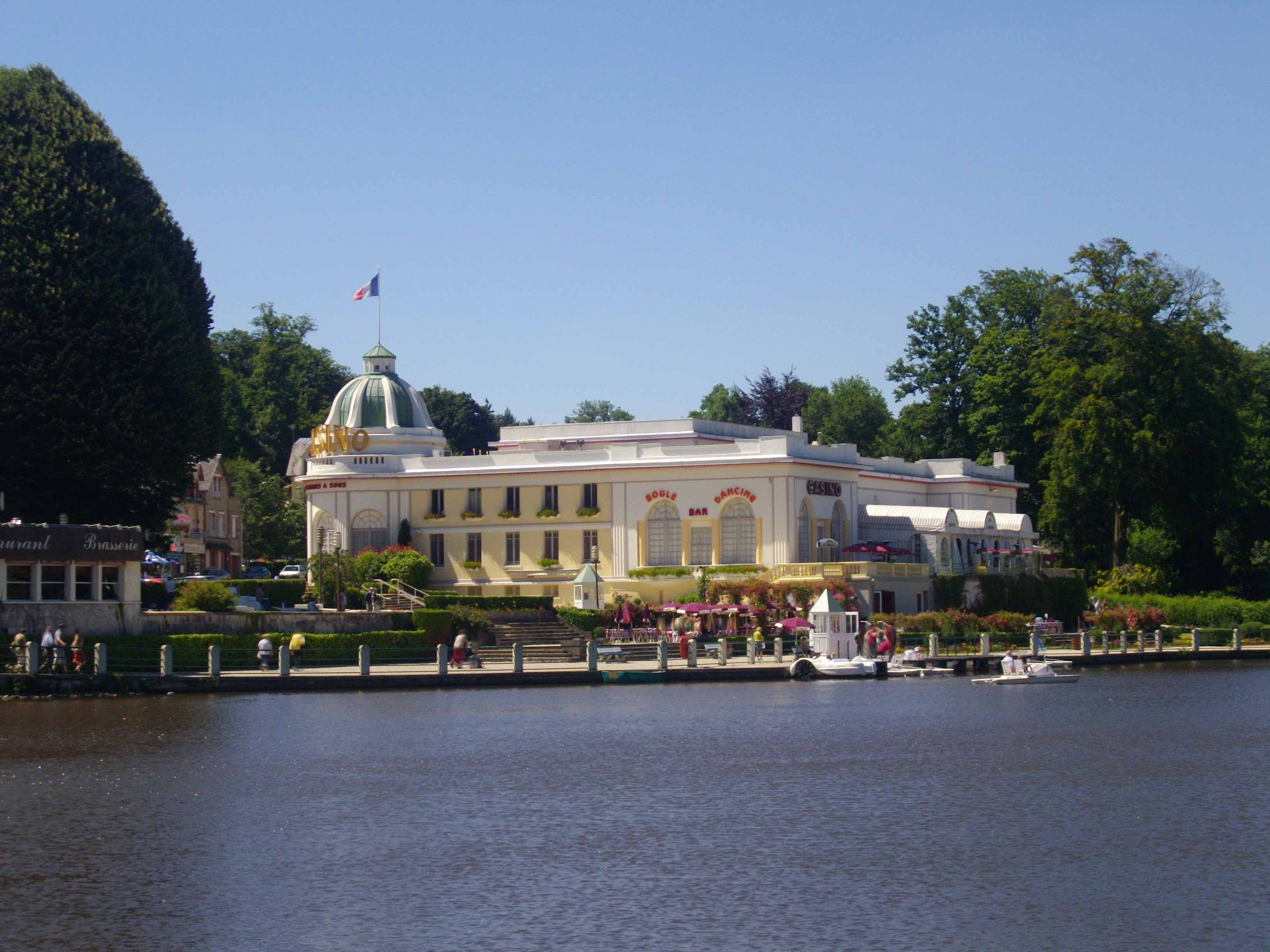
Casino
- zahlreiche Gärten und Parks

- Kirche Sacré-Cœur
- Badehaus
- Casino

## Persönlichkeiten
- Jean-Claude Aubriet (* 1933), Autorennfahrer
- Carlo Rosselli (1899–1937), antifaschistischer Politiker und Publizist, hier mit seinem Bruder Nello ermordet